# Fuori uno sotto un altro, arriva il Passatore
Pour plus de détails, voir Fiche technique et Distribution.
Fuori uno sotto un altro, arriva il Passatore est une comédie d'aventure hispano-italienne réalisée par Giuliano Carnimeo et sortie en 1973.
Le film est librement inspiré de la vie réelle de Stefano Pelloni (1824-1851), un bandit de grand chemin italien connu sous le nom de « Il Passatore »,.

## Synopsis
Alors qu'un policier inepte le traque en vain, le bandit Stefano Pelloni, dit « il Passatore », enchaîne les braquages, allant même jusqu'à se produire au théâtre de Forlimpopoli avec toute sa bande et à dépouiller les spectateurs de tout leur argent. Aussi chanceux en amour qu'en banditisme, et toujours aussi rusé, Pelloni réussit — bien que le chef de la police lui-même, Zambelli, son ancien compagnon de séminaire, lui donne du fil à retordre — à soustraire Garibaldi aux gardes autrichiens qui le poursuivent. Déterminé à le piéger et manipulant un ambitieux bandit tombé entre ses mains, Zambelli lui tend alors un piège, l'attirant à Castrocaro, dans le but d'un vol de bijoux au détriment d'une fausse archiduchesse d'Autriche. Cette fois, Pelloni se retrouve en grande difficulté, mais c'est le chef de la police lui-même qui lui permet de s'échapper, à condition qu'il abandonne à jamais le banditisme.

## Fiche technique
- Titre original italien : Fuori uno sotto un altro, arriva il Passatore[3]
- Titre espagnol : El audaz aventurero ou Un Casanova en apuros
- Réalisation : Giuliano Carnimeo
- Scénario : Gustavo Quintana, Nanda Migliozzi, Tito Carpi (it)
- Photographie : Pablo Ripoll
- Montage : Ornella Micheli (it)
- Musique : Aldo Buonocore
- Société de production : Marco Davis Film (Rome), Procinor (Madrid)
- Pays d'origine :  Italie -  Espagne
- Langue originale : italien
- Format : couleur par Eastmancolor - 2,35:1 - 35 mm - Son mono
- Genre : comédie d'aventure
- Durée : 96 minutes
- Dates de sortie : 
  - Italie : 18 janvier 1973
  - Espagne : 1er septembre 1975

## Distribution
- George Hilton : Stefano Pelloni, le "Passatore"
- Edwige Fenech : la Mora
- Umberto D'Orsi : le cardinal
- Sal Borgese
- Manuel Zarzo : Casadei
- Marco Migliozzi :
- Lucretia Love :
- Jack Logan :
- Helga Liné :
- Cris Huerta :
- Chris Avram : Zambelli